# Raymond de Sauvetat
Raymond de Sauvetat, soms Raymond de la Sauvetat of Raymond van Toledo  (Gascogne, ?- Toledo, 1152) was een Frans rooms-katholiek geestelijke en politicus. Hij was benedictijnermonnik in de abdij van Cluny en in 1126, na bijna twee jaar als administrator, werd hij tot aartsbisschop van Toledo bevestigd, een positie die hij tot aan zijn dood bekleedde. In 1130 werd hij ook benoemd tot kanselier van Castilië door koning Alfons VII, een functie die hij kort voor zijn dood in 1150 verliet. Hij zou een belangrijke invloed op deze koning uitoefenen en belangrijke legaten en privileges voor zijn bisdom verwerven.

## Biografie
De Sauvetat kwam heel jong naar Spanje, opgeëist door Bernard de Sédirac, de aartsbisschop van Toledo wiens opvolger hij was. In Toledo voltooide hij zijn religieuze opleiding, tot hij in 1109 tot bisschop van Osma werd gewijd. In 1111 werd hij gevangengezet door Alfons I van Aragon, nadat die Castilië had bezet als gevolg van het verzet van de Castiliaanse geestelijkheid en edelen tegen zijn huwelijk met Urraca van Castilië en León. In 1124, na de dood van Bernard de Sédirac, werd hij gekozen om de zetel van Toledo te bezetten, een benoeming die op 30 november 1125 door paus Honorius II werd bekrachtigd.
Hij zette het hervormingswerk van zijn voorganger voort, waarbij hij Romeinse ritus in de liturgie oplegde en het moreel van de geestelijkheid verbeterde. Zijn belangrijkste werk was de aanzet die hij gaf tot de oprichting van de Vertalersschool van Toledo, een werkgroep waartoe de Mozaraben van Toledo, de joden van de stad, de leraren van de stadsmadrasa en nieuwe denkers, voornamelijk monniken, cluniacenzen, behoorden.
Hij gaf opdracht tot de wederopbouw van het bisschoppelijk paleis tegenover de oude hoofdmoskee die was omgebouwd tot de kathedraal van Santa María – en waaraan hij zijn eerste statuut gaf –, en liet een deel van het gebouw voor de kathedraalschool. De rijkdom van de Toledo-bibliotheken in het Arabisch en de kennis van deze taal bij de Mozarabische christenen brachten hem ertoe verloren teksten uit de klassieke oudheid terug te halen en de overdracht van de belangrijke ontwikkelingen in geneeskunde, algebra en astronomie te bevorderen. Deze inspanning kristalliseerde zich uit in de vertaling van talrijke werken van het Arabisch naar het Spaans, en van het Spaans naar het Latijn (of rechtstreeks van het Arabisch of Grieks naar het Latijn), en maakte beetje bij beetje ook de belangrijke Arabische en Hebreeuwse filosofie van aristotelische aard bekend, die een radicale vernieuwing van de Europese scholastiek vertegenwoordigde. Onder de vertalers die in deze vroege periode werkten, vielen de Mozarabische Domingo Gundisalvo, de joods-bekeerling Johannes Hispalensis, de Italiaan Gerard van Cremona en de Schot Michael Scot op.
De Toledo-school verwierf al in de tijd van Raymond bekendheid in het hele christenheid, omdat ook filosofische en wetenschappelijke studies werden aangemoedigd, die concurreerden met de opkomende universiteiten.
- Système universitaire de documentation: 143864270
- Virtual International Authority File: 204153747